# Yukarıfındıklı, İspir
Yukarı Fındıklı là một xã thuộc huyện İspir, tỉnh Erzurum, Thổ Nhĩ Kỳ. Dân số thời điểm năm 2011 là 84 người.